# Unsicher
Unsicher ist ein Lied der deutschen Schauspielerin und Sängerin Nina Chuba, das im April 2025 erschien.

## Entstehung und Veröffentlichung
Geschrieben wurde das Lied von der Interpretin Nina Kaiser (Nina Chuba) selbst, zusammen mit dem Koautoren Flo August. Letzterer zeichnete zudem auch für die Produktion verantwortlich. Das Lied entstand zwei Monate vor seiner Veröffentlichung, während einer kreativen Durststrecke von Chuba, in der sie sich nach eigenen Angaben „kreativ ausgebrannt“ fühlte. Im Studio äußerte sie gegenüber August, dass sie sich bei allem unsicher fühle, was den Liedtitel inspirierte.
Die Erstveröffentlichung von Unsicher erfolgte als Single am 4. April 2025 bei Jive Records. Diese erschien als digitaler Einzeltrack zum Download und Streaming (Katalognummer: 19687299503). Eine Woche später erschien eine digitale 2-Track-Single, die um eine Aufnahme zu Unsicher von den sogenannten „Garden Session“ als B-Seite erweitert wurde (Katalognummer: 19687302875).

## Inhalt und Stil
Chuba beschreibt Unsicher als einen sehr persönlichen Titel über Selbstzweifel, innere Zerrissenheit und das Gefühl, trotz allem Erfolg manchmal komplett planlos zu sein.
Musikalisch beginnt das Lied reduziert mit einer Akustikgitarre und entwickelt sich im Refrain zu einem sanften 1980er-Jahre-Beat. Der Refrain greife einen viralen TikTok-Trend auf, der unter dem Motto „It’s everyone’s first time living too“ (englisch für „Es ist auch für jeden das erste Mal, zu leben“) bekannt wurde.

## Musikvideo
Das Musikvideo zu Unsicher entstand unter der Regie von Jakob Marwein und feierte seine Premiere am Tag der Singleveröffentlichungen auf der Videoplattform YouTube. Bis August 2025 zählte das Video über 2,2 Millionen Aufrufe auf YouTube.

## Rezensionen
Die Schweizer Zeitung 20 Minuten bezeichnete das Lied als „Hymne an die Generation Z“, die den Nerv der Zeit treffe. Watson.de schrieb, dass Chuba mit Unsicher der Generation Z eine Stimme gebe und das Gefühl vermittle, nicht allein zu sein.
Musikalisch wurde das Lied für seine reduzierte, aber wirkungsvolle Produktion gelobt. laut.de hob hervor, dass Unsicher beweise, dass Chuba auch ihre leisen Seiten zeigen könne, ohne an Intensität zu verlieren. Szenenight.de betonte die nostalgischen 1980er-Elemente und die bildreichen Texte, die das Lebensgefühl vieler Hörer einfange.

## Chartplatzierungen
| ChartsChartplatzierungen | Höchstplatzierung | Wochen |
| ------------------------ | ----------------- | ------ |
| Deutschland (GfK)        | 3 (17 Wo.)        | 17     |
| Österreich (Ö3)          | 1 (… Wo.)         | …      |
| Schweiz (IFPI)           | 2 (… Wo.)         | …      |